# Pístina
Pístina település Csehországban, a Jindřichův Hradec-i járásban. Pístina Příbraz, Stráž nad Nežárkou, Stříbřec és Novosedly nad Nežárkou településekkel határos. Lakosainak száma 115 fő (2024. január 1.).

## Népesség
A település lakosságának változását az alábbi diagram mutatja:
| Lakosok száma | 334  | 329  | 326  | 196  | 134  | 168  | 134  | 126  | 107  | 115  |
|               | 1869 | 1890 | 1921 | 1950 | 1980 | 2001 | 2017 | 2019 | 2022 | 2024 |